# Gare de Provenchères-sur-Fave
Pour les articles homonymes, voir Provenchères et Fave (homonymie).
La gare de Provenchères-sur-Fave est une gare ferroviaire française de la ligne de Strasbourg-Ville à Saint-Dié, située sur le territoire de la commune de Provenchères-et-Colroy, dans le département des Vosges, en région Grand Est.
Elle est mise en service en 1923 par la Compagnie des chemins de fer de l'Est, avant de devenir en 1928 une gare de l'Administration des chemins de fer d'Alsace et de Lorraine.
C'est une halte de la Société nationale des chemins de fer français (SNCF), du réseau TER Grand Est, desservie par des trains express régionaux.

## Situation ferroviaire
Établie à 407 mètres d'altitude, la gare de Provenchères-sur-Fave est située au point kilométrique 73,025 de la ligne de Strasbourg-Ville à Saint-Dié entre les gares de Saales (entre elles s'intercale la gare fermée de Colroy - Lubine) et de Saint-Dié-des-Vosges (entre elles s'intercale la gare fermée de Lesseux - Frapelle).

## Histoire
La « station de Provenchères-sur-Fave » est mise en service le 20 août 1923 par la Compagnie des chemins de fer de l'Est lorsqu'elle ouvre à l'exploitation la section de Saint-Dié à Provenchères-sur-Fave. 
La station, comme la ligne, est reprise en exploitation le 22 octobre 1928 par l'Administration des chemins de fer d'Alsace et de Lorraine qui l'ouvre au service complet de la grande et de la petite vitesse.
En 2014, c'est une gare voyageurs d'intérêt local (catégorie C : moins de 100 000 voyageurs par an de 2010 à 2011), qui dispose d'un quai (voie unique) et un abri.

## Fréquentation
De 2015 à 2024, selon les estimations de la SNCF, la fréquentation annuelle de la gare s'élève aux nombres indiqués dans le tableau ci-dessous.
| Année     | 2015  | 2016  | 2017  | 2018  | 2019 | 2020 | 2021 | 2022  | 2023  | 2024  |
| --------- | ----- | ----- | ----- | ----- | ---- | ---- | ---- | ----- | ----- | ----- |
| Voyageurs | 5 463 | 4 460 | 4 339 | 2 374 | 454  | 424  | 599  | 3 317 | 6 877 | 3 204 |

## Service des voyageurs

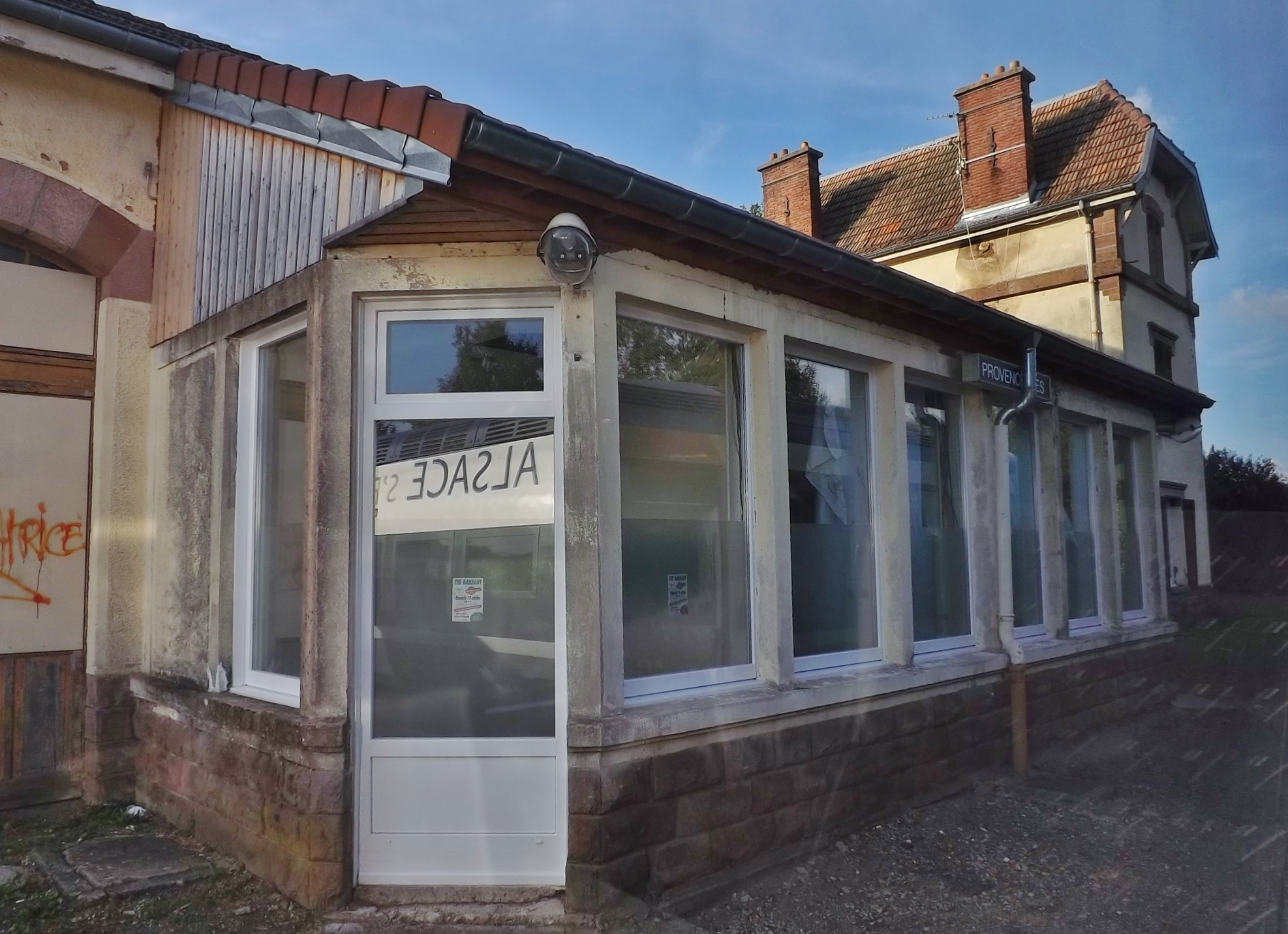
Extension côté quai.

### Accueil
Halte SNCF, c'est un point d'arrêt non géré (PANG) à accès libre.

### Desserte
Provenchères-sur-Fave est une halte voyageurs SNCF du réseau TER Grand Est desservie par des trains express régionaux de la relation Saint-Dié-des-Vosges - Saales - Strasbourg-Ville (ligne 08). Elle est desservie chaque jour de semaine par deux trains par sens, mais n'est pas desservie le week-end.

### Intermodalité
En complément de la desserte ferroviaire des bus du réseau TER Grand Est desservent la gare : relation Saint-Dié-des-Vosges - Saales.

## Patrimoine ferroviaire
Désaffecté du service ferroviaire, l'ancien bâtiment voyageurs (BV) de la gare est toujours présent à proximité de l'entrée de la halte SNCF.
Similaire à celui de la gare de Raves - Ban-de-Laveline, il correspond au plan type standard (version longue) pour les gares mises au point après 1918 par les Chemins de fer de l'Est. Il s'agit d'une version simplifiée du type 1903 dû à Paul-Adrien Gouny qui comporte un corps de logis à étages à la disposition en T reversé et une aile basse de cinq travées ; la première et la dernière sont remplacées côté rue par deux paires de fenêtres doubles tandis qu'une extension a remplacé plusieurs travées donnant sur le quai.